# Llorenç del Penedès
Llorenç del Penedès är en kommun i Spanien.   Den ligger i provinsen Província de Tarragona och regionen Katalonien, i den östra delen av landet, 400 km öster om huvudstaden Madrid. Antalet invånare är 2 280. Arean är 4,6 kvadratkilometer. Llorenç del Penedès gränsar till Sant Jaume dels Domenys, Banyeres del Penedès och La Bisbal del Penedès. 
Terrängen i Llorenç del Penedès är platt.